# 兼子ただし
兼子 ただし（かねこ ただし、1971年10月22日 - ）は、日本の理学療法士、スポーツストレッチングトレーナー。株式会社KANEKO（東京都中央区）代表取締役。茨城県出身。中卒で少年院に収監されていたことを自ら公言していた。

## 経歴
- 1971年 - 茨城県で生まれる
- 1987年 - 高校中退　改造二輪愛好家という暴走族サークルに入る
- 1989年 - 交通少年院　収監
- 1994年 - キックボクシングのプロのライセンスを取得（日本ランキング2位）
- 2000年 - 日本で初めてのスポーツストレッチ専門店「SSS（スリーエス）」を経営[1]
- 2015年 - 42歳で日本航空高等学校普通科（通信課程）卒業
- 2017年 - 44歳で早稲田大学大学院スポーツ科学研究科修了
- 2021年 - 令和の虎に出演 https://www.youtube.com/watch?v=FnUeDX29LPg
- 2022年 - 50歳で理学療法士免許取得
- 2022年 - SSSストレッチFC展開スタート

## 著書

### 単著
- 『やわらかBody＝メリハリBody』（モダン出版、2007年。ISBN 978-4-89633-005-2）
- 『みるみる脚から美しくやせる「走り方」』（三笠書房、2010年。ISBN 978-4-8379-2364-0）
- 『美姿力養成ギプスつき! 兼子ただし ドSストレッチ体験版』（主婦の友社、2011年。ISBN 978-4-07-279930-7）
- 『美姿力UP! DVDつき 兼子ただし ドSストレッチ完全版』（主婦の友社、2011年。ISBN 978-4-07-279947-5）
- 『5秒で細くなるくびれッチ!』（ワニブックス、2011年。ISBN 978-4-8470-1984-5）
- 『さらに5秒で細くなるくびれッチ! Super』（ワニブックス、2011年。ISBN 978-4-8470-9029-5）
- 『ドSボディになる!ハイヒールストレッチ』（角川マガジンズ、2012年。 ISBN 978-4-04-731121-3）
- 『強く生きる「ドS」55の言葉』（主婦と生活社、2012年。ISBN 978-4-391-14151-1）
- 『真実（ほんとう）の骨盤矯正』（主婦の友社、2012年。 ISBN 978-4-07-282263-0）
- 『120時間で31億稼ぐ男の超話力（プレゼン）』（主婦の友社、2014年。 ISBN 978-4-07-290110-6）
- 『体がよみがえる首起こし深呼吸』（サンマーク出版、2018年。 ISBN 978-4-7631-3657-2）
- 『腰痛は1分お腹を押しなさい!』（あさ出版、2021年。 ISBN 978-4-86667-269-4）

### 監修
- 『ダイエットアンアンS―レッチングでくびれウォーク』（マガジンハウス編、マガジンハウス、2012年。 ISBN 978-4-8387-8714-2）
- 『面倒くさがりやのためのS―レッチング1分間ダイエット』（高橋正樹著、幻冬舎、2012年。 ISBN 978-4-344-41859-2）
- 『寝てるだけ!伸ばしてやせるストレッチ枕（クッション）』（主婦の友社、2014年。 ISBN 978-4-07-295403-4）
- 『呼吸と姿勢の新法則』（主婦の友社、2017年。 ISBN 978-4-07-425277-0）
- 『着けるだけで腹筋形状記憶魔法の腹巻き』（主婦の友社、2017年。 ISBN 978-4-07-427017-0）

## 出演
- マネーの虎（日本テレビ、2001年） - 挑戦者として出演するが、失敗（ノーマネーでフィニッシュ）に終わる[2]。　※後にスポーツストレッチ専門店の経営として成功したが、マネーの虎での目標「空港内に出店」は未だ実現していない。
- テイクミーアウト（TBS、2010年1月14日）[3]
- おこりびと2（フジテレビ、2010年3月29日）[4]
- PON!（日本テレビ、2011年5月5日）[5]
- スッキリ!!（日本テレビ、2011年6月6日）[6]
- はなまるマーケット（TBS、2011年9月12日）[7]
- スタードラフト会議（日本テレビ、2011年9月13日）[8]
- ソロモン流（テレビ東京、2011年10月16日）
- SmaSTATION!!（テレビ朝日、2011年11月5日）[9]
- Oh!どや顔サミット（テレビ朝日、2011年11月11日）
- おはよう朝日です（ABC、2012年1月6日）[10]
- 芸能人のカラダの悩みお助けツアー（テレビ朝日、2012年1月29日）[11]
- 平成美人塾（フジテレビ、2012年2月11日）[12]
- 知りたがり!（フジテレビ、2012年3月15日）[13]
- 人生が変わる1分間の深イイ話（日本テレビ、2012年5月7日）[14]
- ラッキーブランチ!!（中京テレビ、2012年6月8日）[15]
- TOKYO BRANDNEW GIRLS（テレビ東京、2012年8月27日）[16]
- たかのゆり シンデレラコンテスト（テレビ東京、2013年2月3日）[17]
- おしゃれイズム（日本テレビ、2016年5月15日）
- 太田上田（中京テレビ、2018年7月24日）

## メディア掲載
- 『美的』2011年11月号[18]
- 『Diet anan』2012年1月25日発売[19]
- 『Ray臨時増刊「ビタミンef」vol.1』2012年12月号[20]
- 『Ray』2013年3月号付録[21]

### 関連店舗
- SSS堺東スタジオ
- SSS京都四条烏丸スタジオ
- SSS梅田スタジオ
- SSS江坂スタジオ
- SSS名古屋中区スタジオ
- SSS豊田スタジオ
- SSS磐田スタジオ

- バイストKOBE
- 神経系ストレッチ福岡久留米（久留米スポーツ整骨院院内）
- 田主丸整骨院整体院